# Bahnwärterhaus

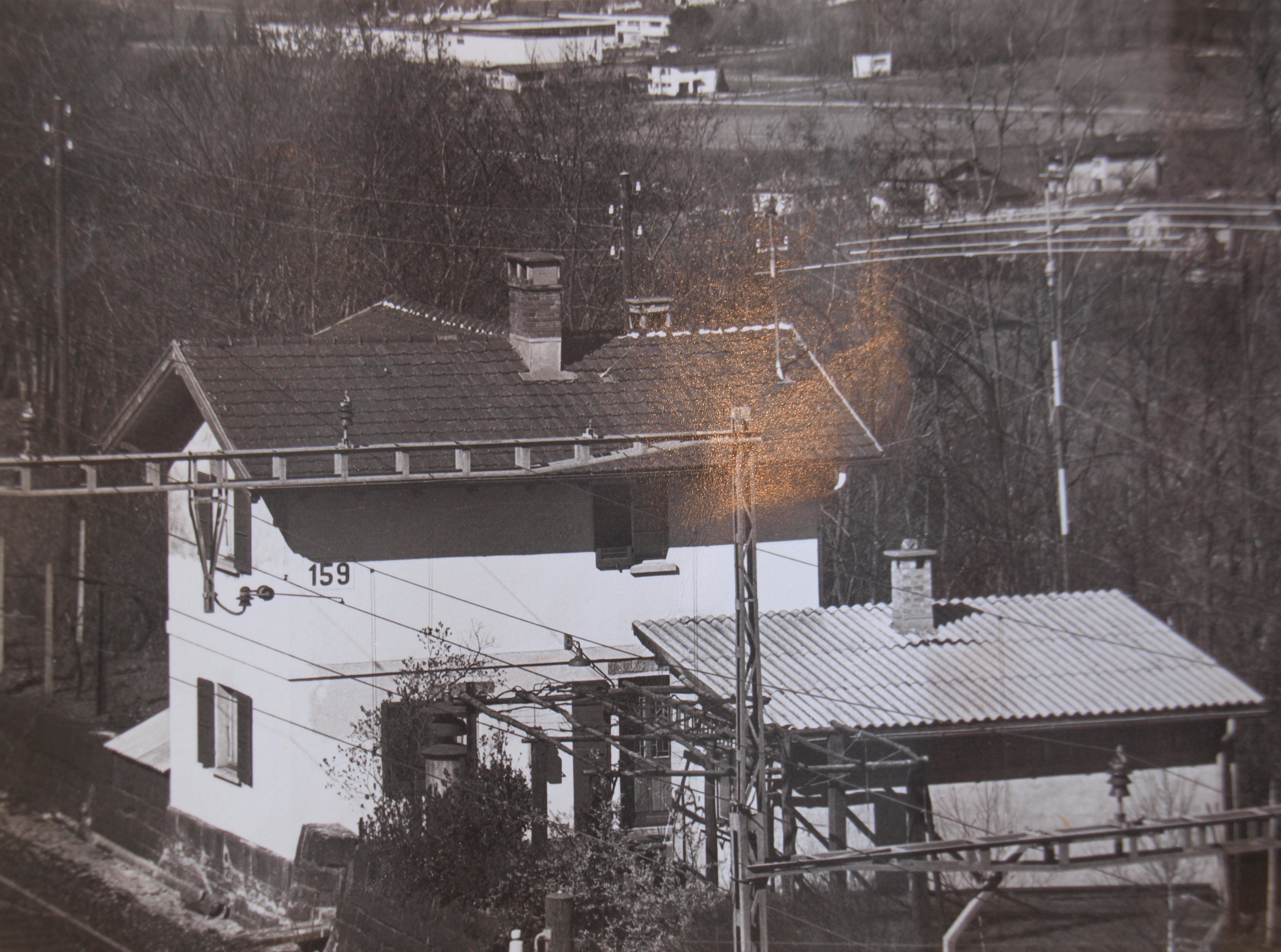
Bahnwärterhaus 159 an der Gotthardbahn Ceneri-Passstrecke, Schweiz, vor der linken Hausecke steht ein Strecken-Läutewerk, ca. 1976

Ein Bahnwärterhaus, Streckenwärterhaus, Schrankenwärterhaus oder in der Schweiz auch Barrierenwärterhaus wurde in der Regel an niveaugleichen Kreuzungen von Eisenbahnen und Straßen oder an Blockstellen, Weichen und Abzweigstellen errichtet, damit die zuständigen Bahnbediensteten, umgangssprachlich Bahnwärter, unmittelbar neben ihrem Arbeitsplatz wohnen konnten. Andere Wärterhäuser, so zum Beispiel an der Gotthardstrecke, wurden für Streckenwärter, deren Aufgabe es war, den Streckenabschnitt bis zum nächsten Bahnwärterhaus täglich zu kontrollieren und bestimmte Gleisunterhaltsarbeiten zu tätigen, oder Schrankenwärter errichtet.
Mit dem dichter werdenden Bahnbetrieb wurde es erforderlich, wichtige Stellen bahnseitig dauernd mit Personal zu besetzen, um Kontroll- und Meldeaufgaben zu tätigen, Handregelungen vorzunehmen, mechanisch Schranken, Signale und Weichen zu bedienen. Aus diesem Grunde wurden Bahnwärterhäuser nach dem Vorbild des Chausseehauses als Dienstwohnung für den Bahnwärter, in eher seltenen Fällen auch mit Dienstraum, errichtet. Bereits in der Gründungszeit der Eisenbahn wurden z. B. bei der bayerischen Ostbahngesellschaft Bahnwärterhäuser (für verheiratete Wärter) und Wachthäuschen (für ledige Wärter) errichtet. Zu den Aufgaben des Bahnwärters gehörte es, die Schranken zu schließen, in Bahnhöfen die Weichen zu stellen und Laternen für Beleuchtungszwecke und in Signalen anzuzünden und nach Tagesanbruch wieder zu löschen.
Heute werden Schranken, Signale und Weichen in der Regel von einem Stellwerk aus fernbedient, so dass der Dienst am Bahnwärterhaus der Vergangenheit angehört. Teilweise sind diese Häuser durch Verkauf in private Hand zu Einfamilien- oder Wochenendhäusern geworden.

## Beispiele
- Bahnwärterhaus (BWH) Haltepunkt Weißes Roß, Radebeul
- Bahnwärterhaus Seelenwald, Triberg im Schwarzwald
- Bahnwärterhaus (Maulbeerallee Darmstadt)
- Casello 159 der Gotthardbahn
- BWH der Gotthardbahn bei Wassen
- Bahnwärterhaus Eggwald an der Gotthardstrecke
- Streckenwärterhaus (Feucht)

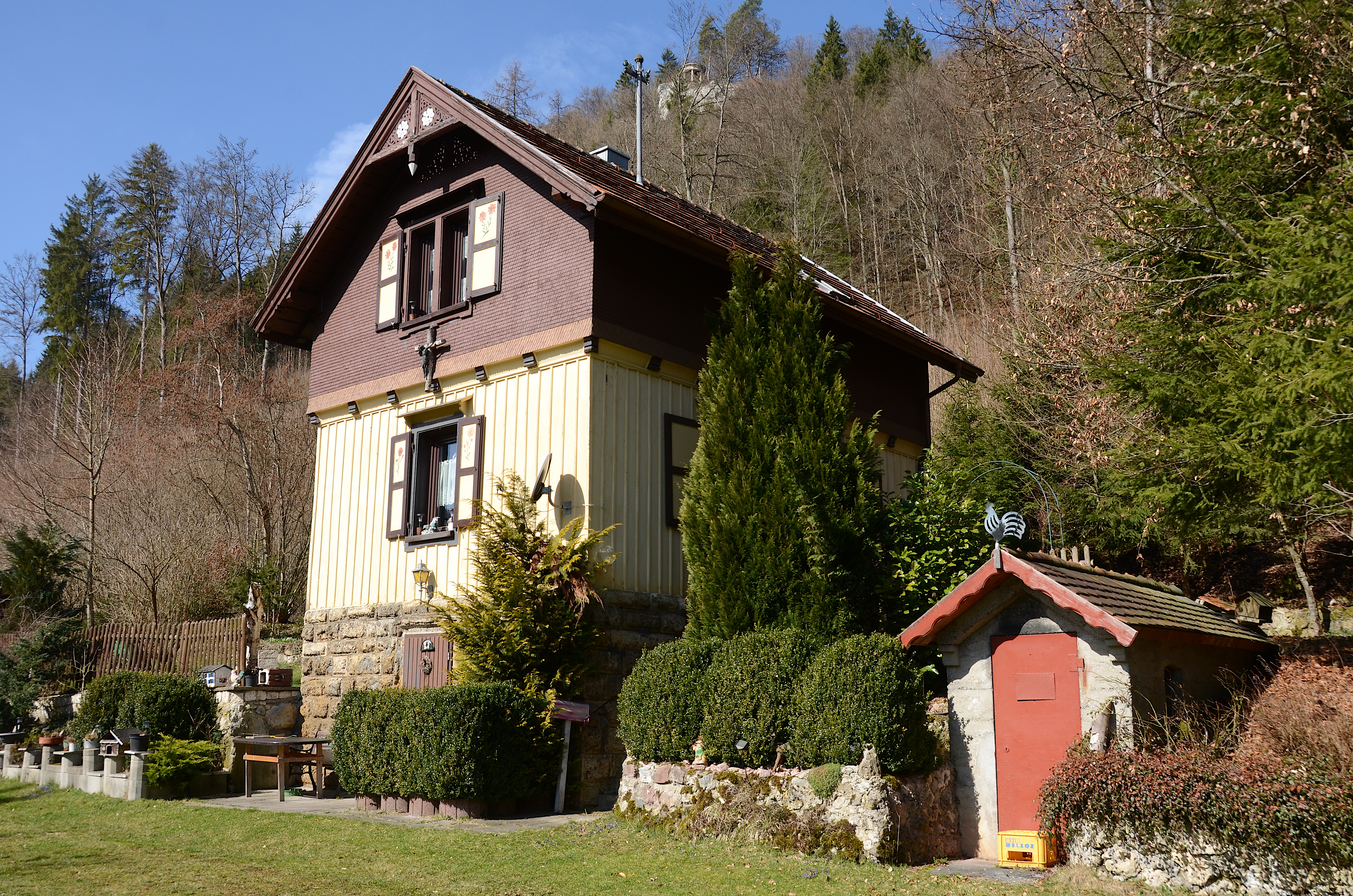
BWH zwischen Fridingen und Hausen (Donautal, 2018)
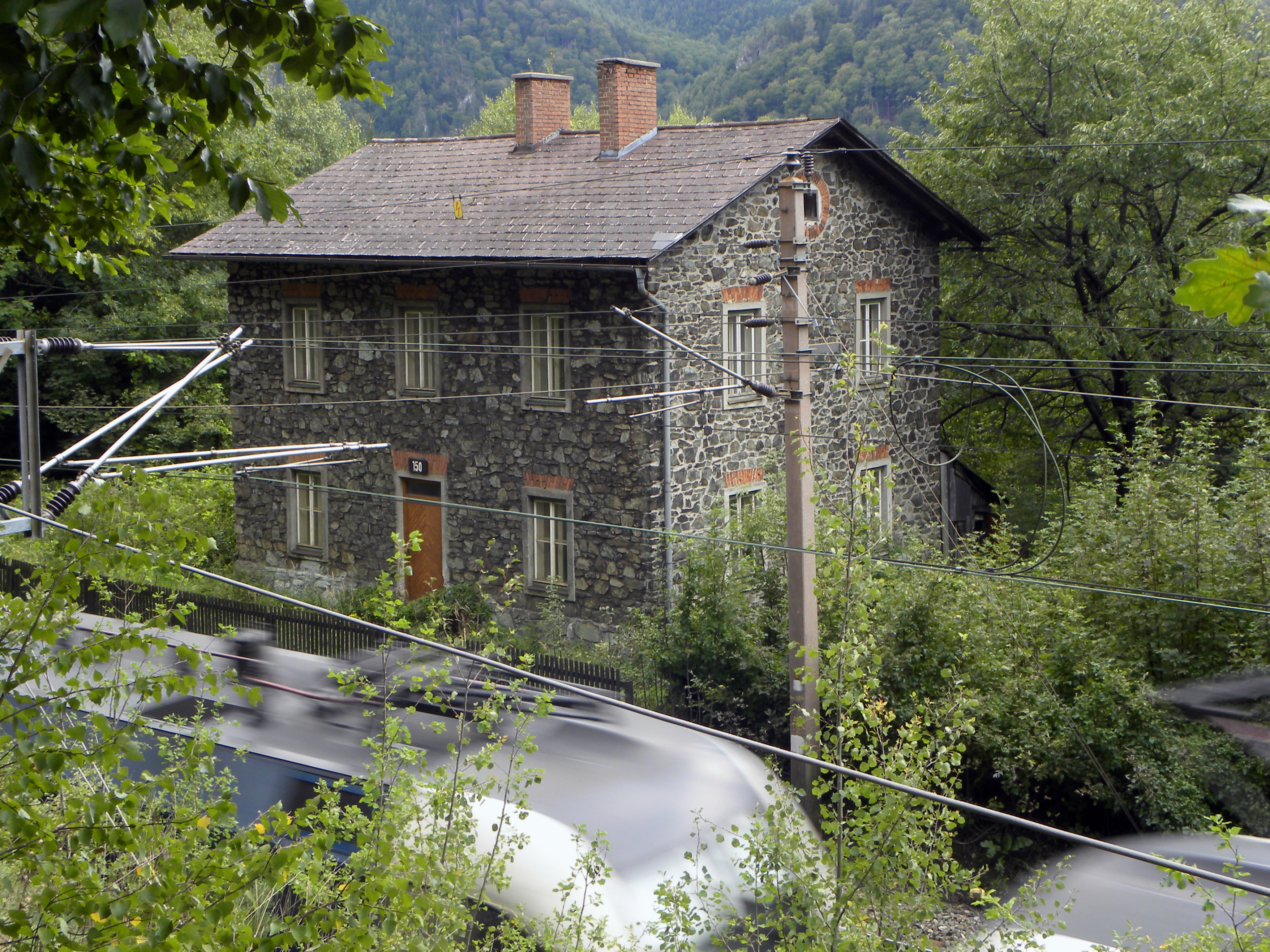
Eines der BWH in Gloggnitz, Teil UNESCO-Welterbe Semmeringbahn
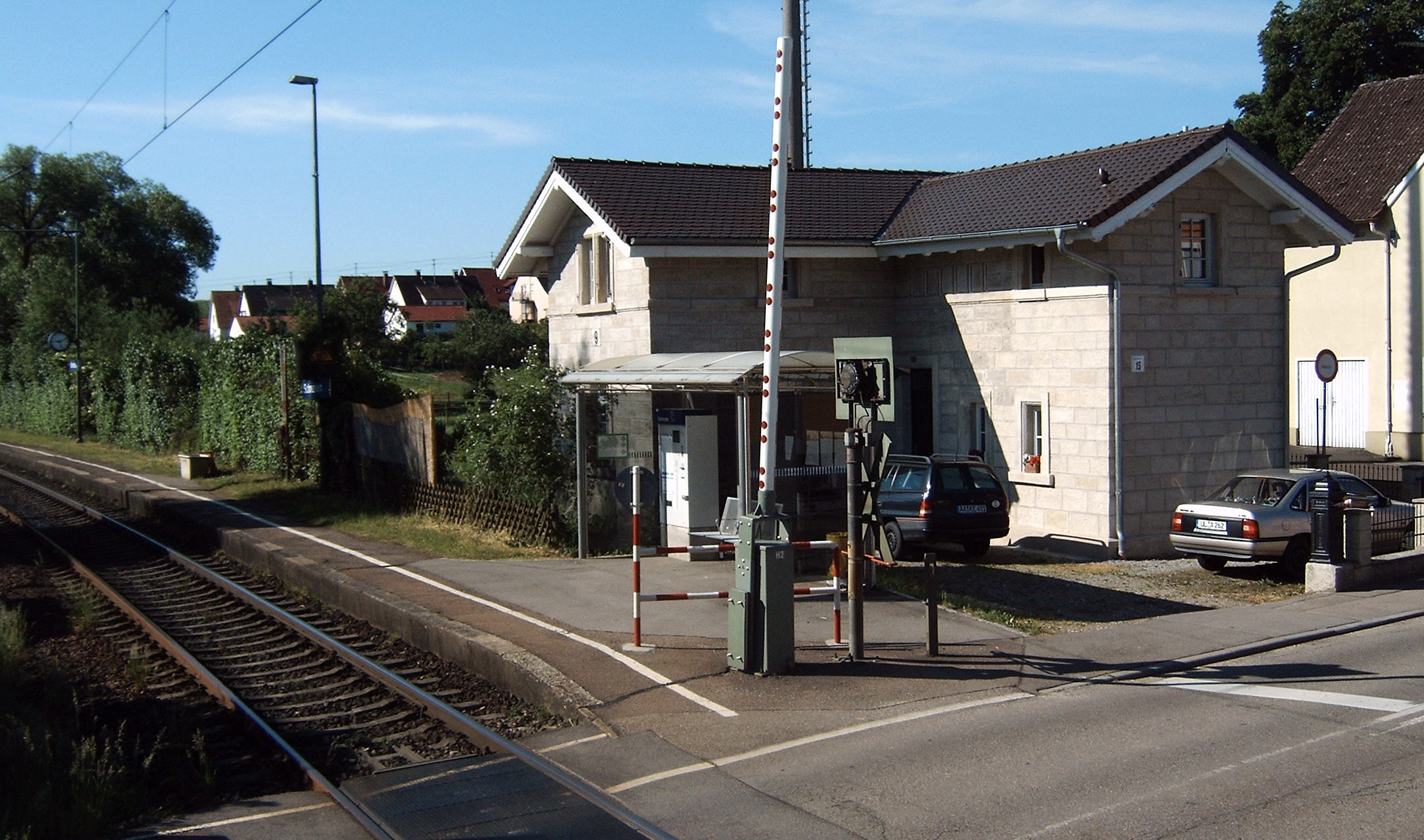
BWH mit Haltepunkt und Bahnübergang, Schrezheim (Ellwangen)
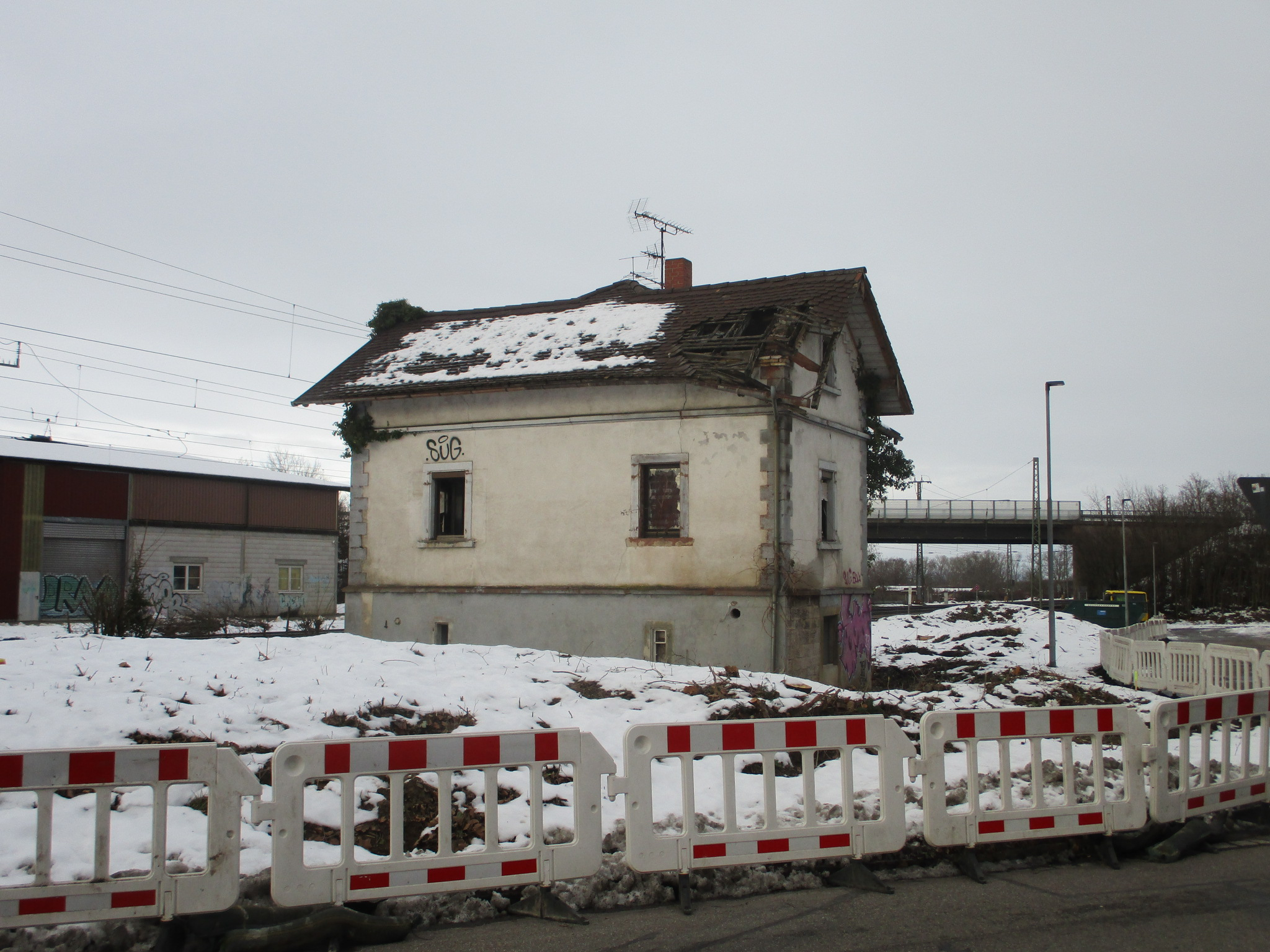
BWH Müllheim (Baden), kurz vor Abriss aufgrund Neu-/Ausbau Rheintalbahn, (Januar 2021)
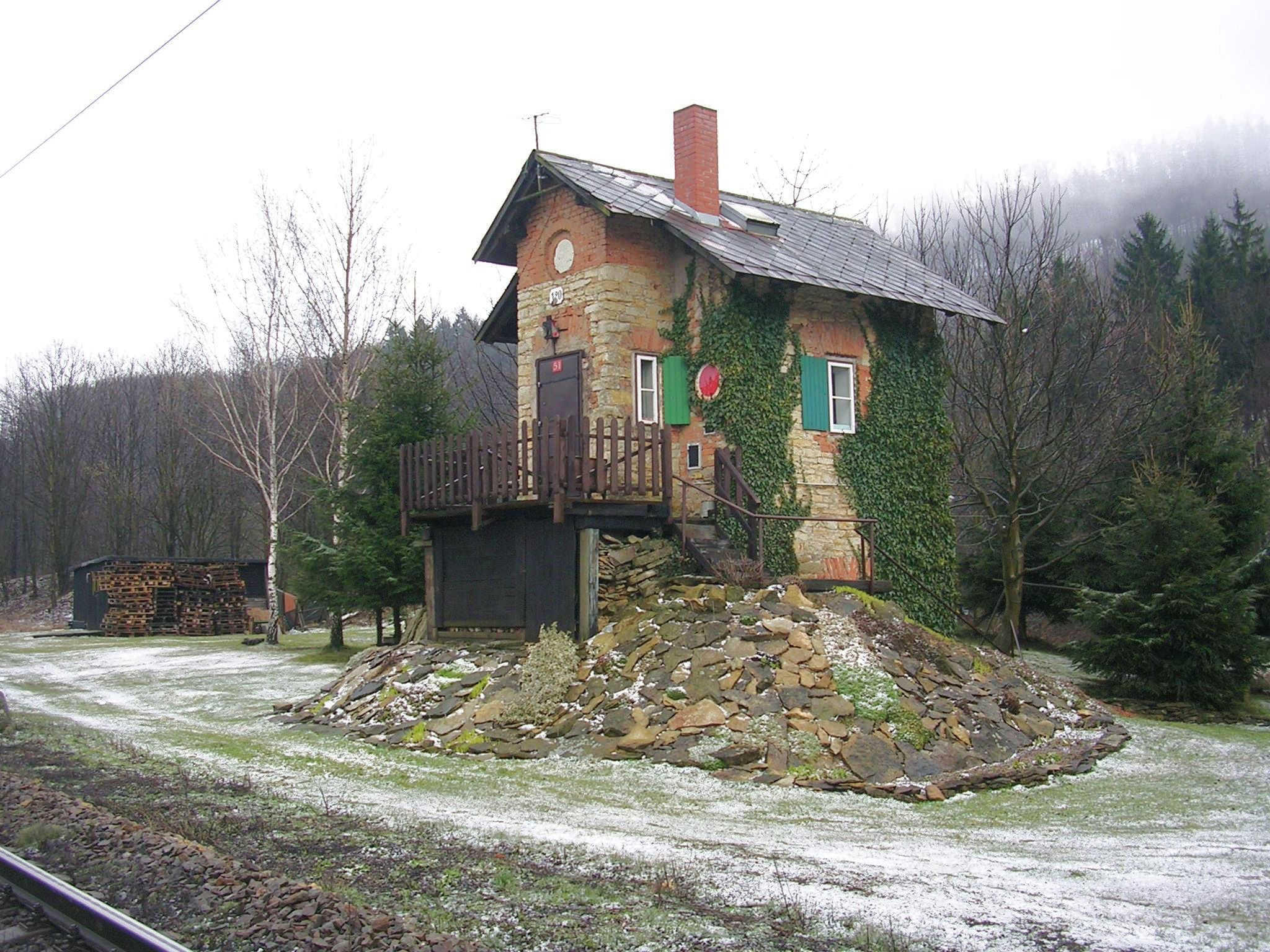
BWH in Tschechien
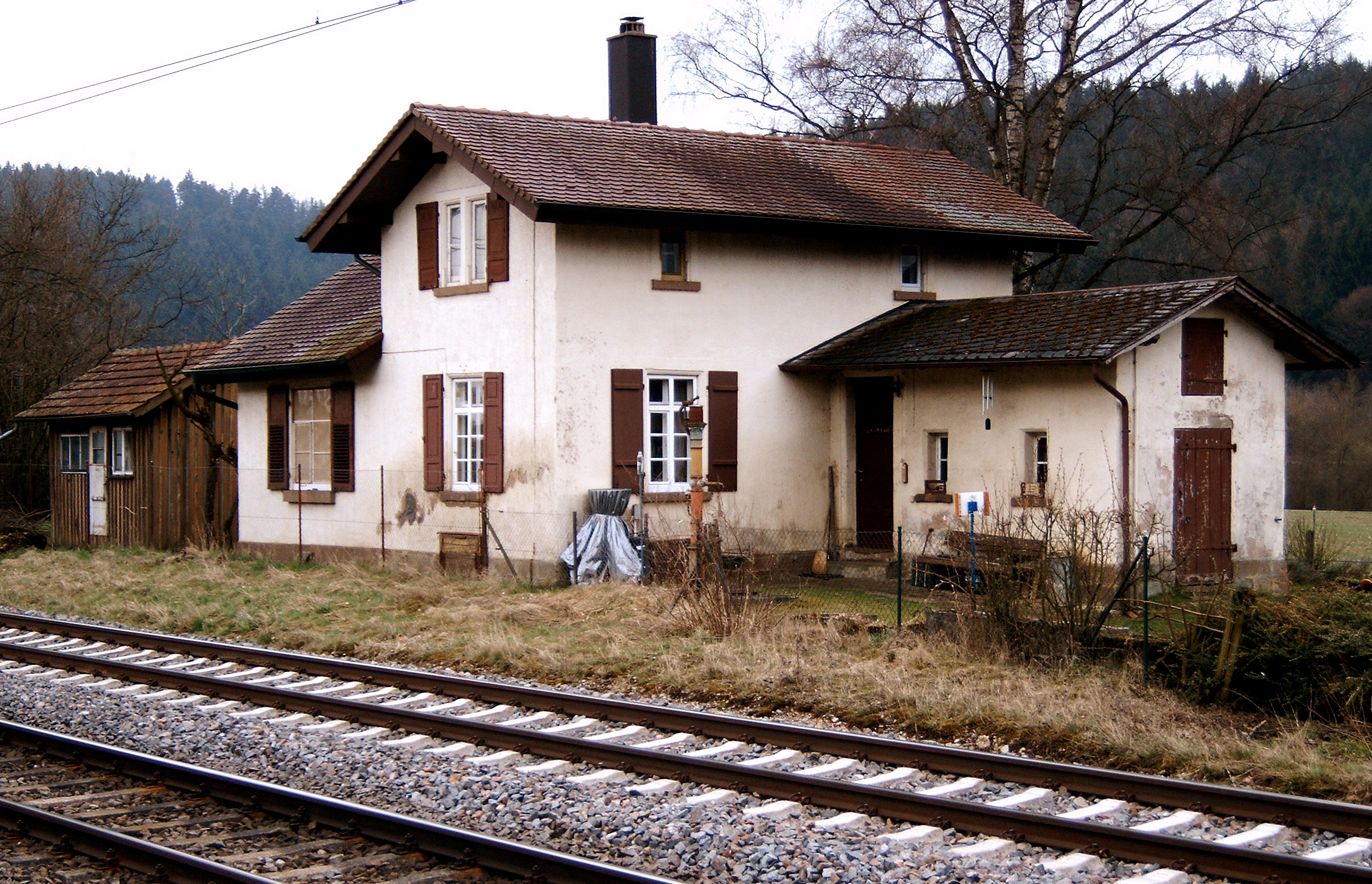
Württembergisches BWH
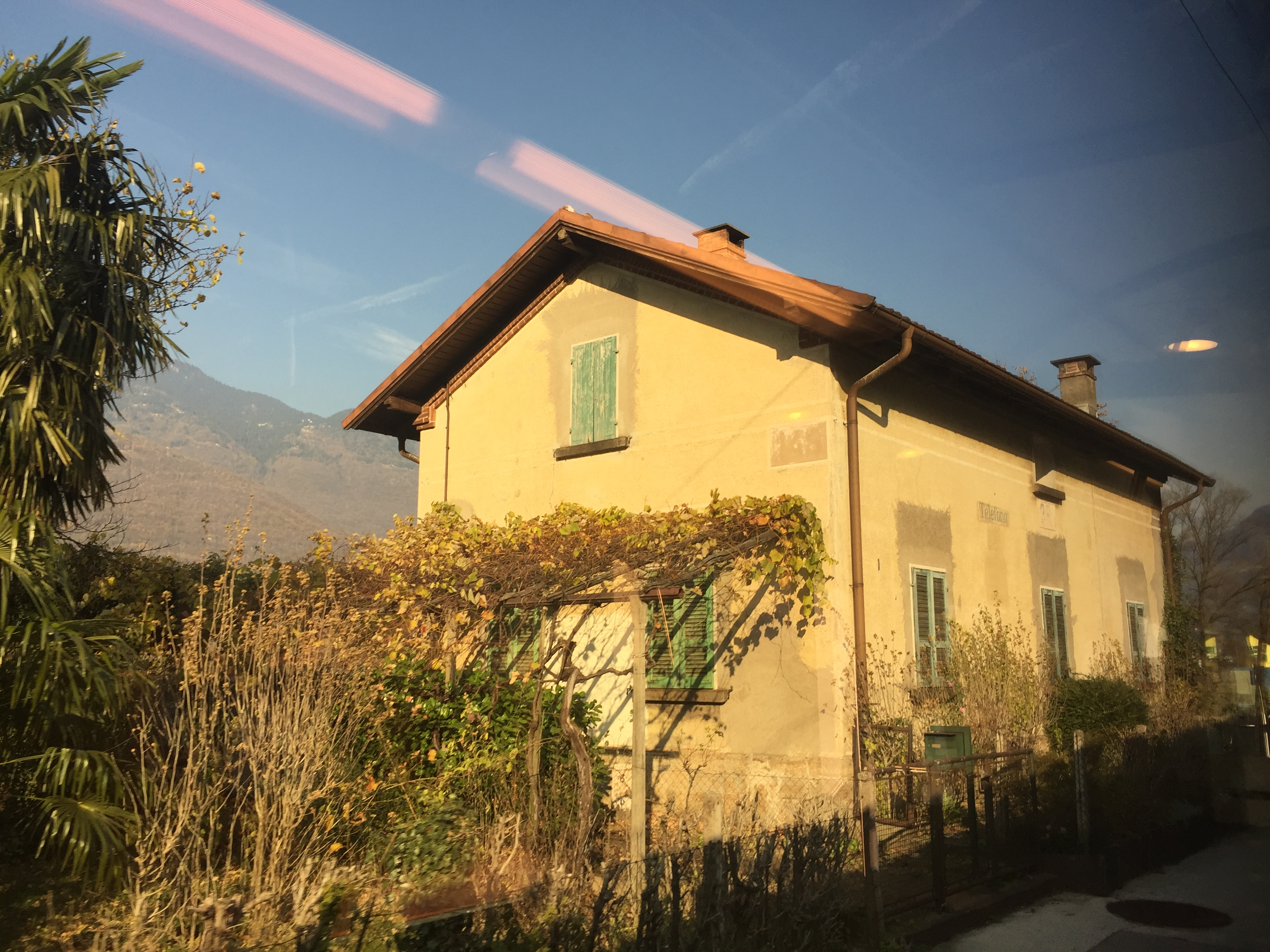
BWH in S. Antonino (Schweiz)
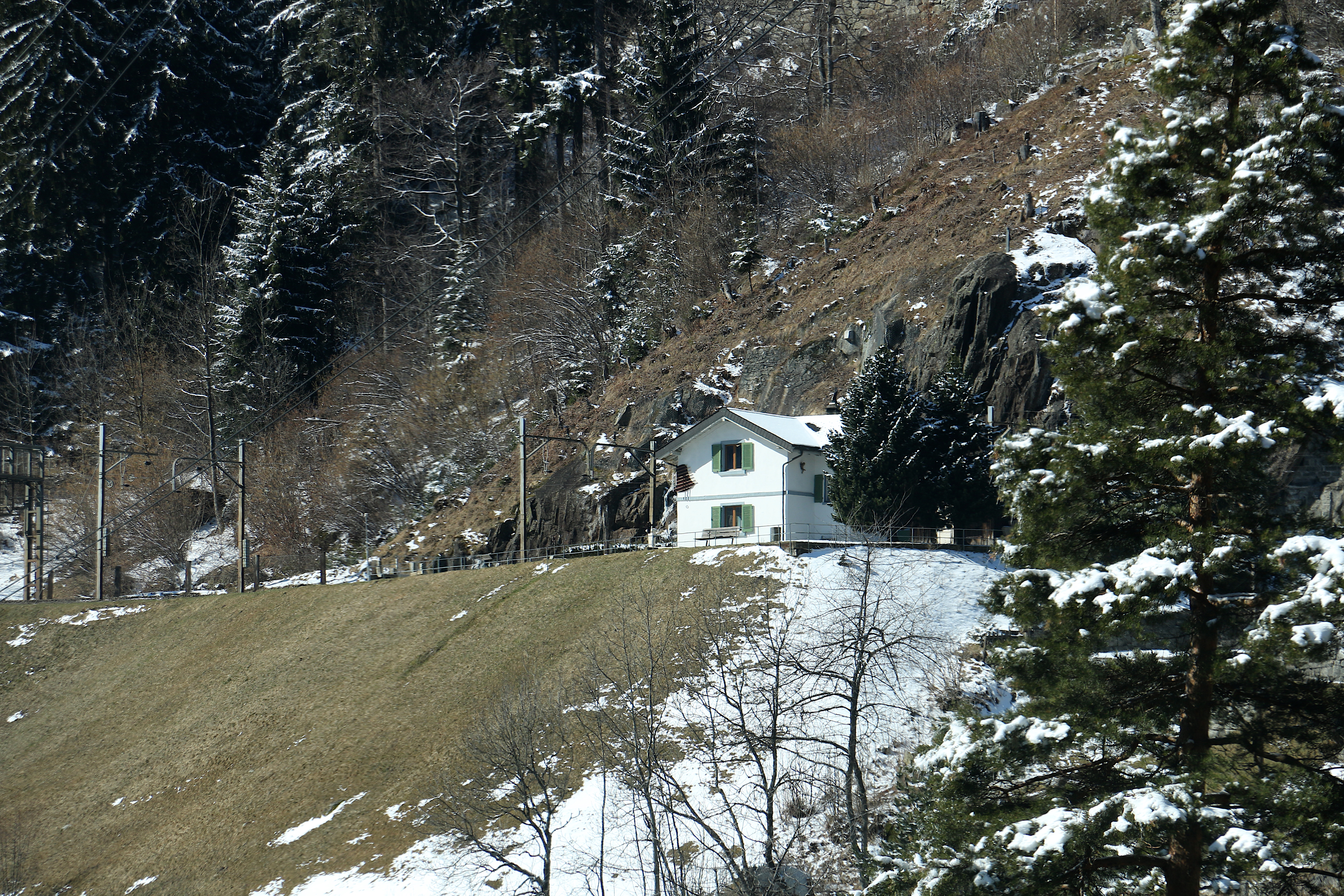
BWH bei Wassen, Gotthardbahn (2018)
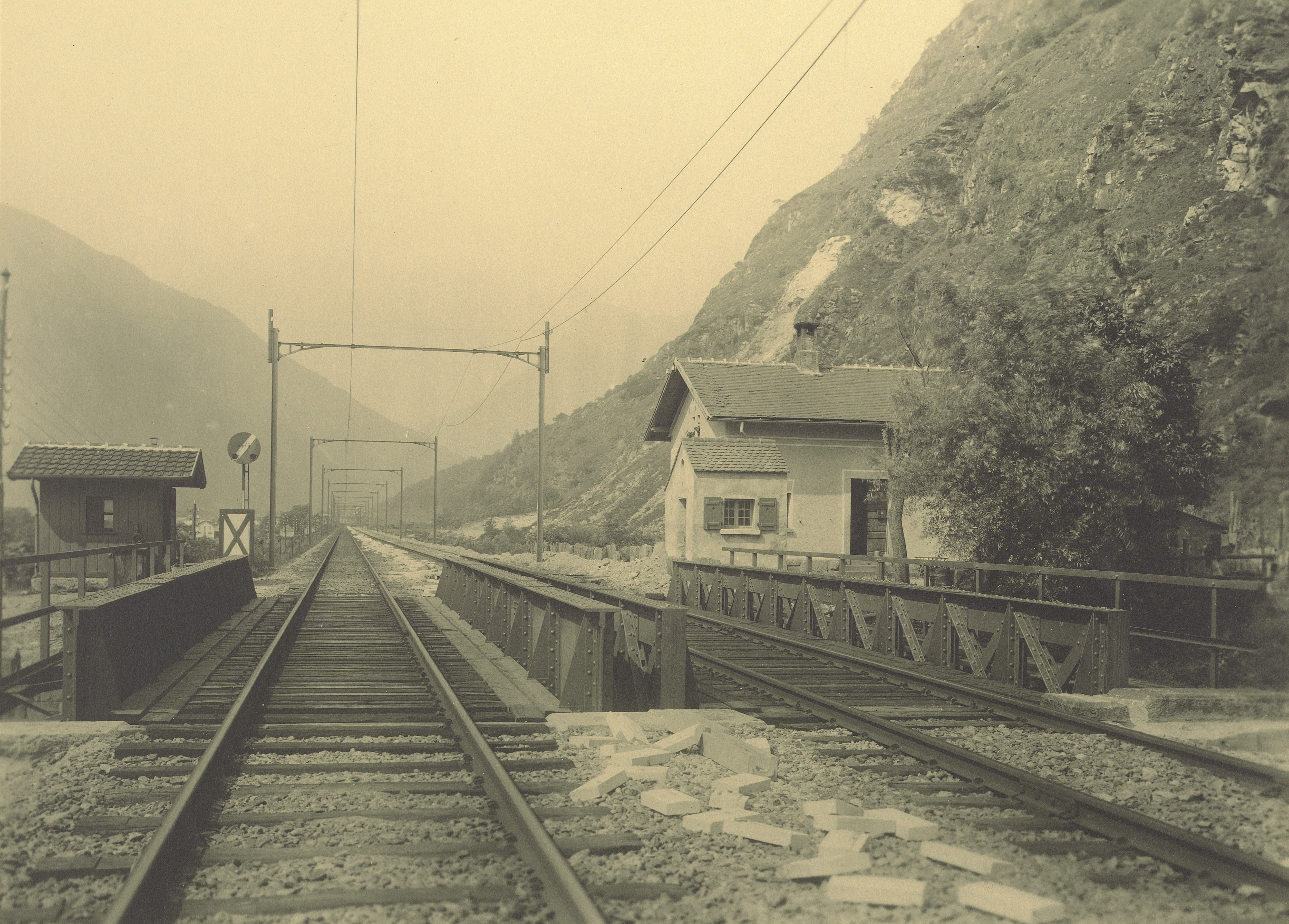
BWH Mondasciabrücke, ca. 1920
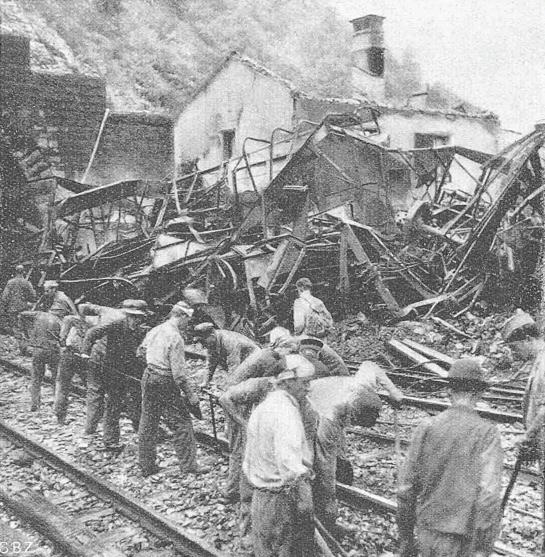
Ausgebranntes BWH Pianotondo (1941)
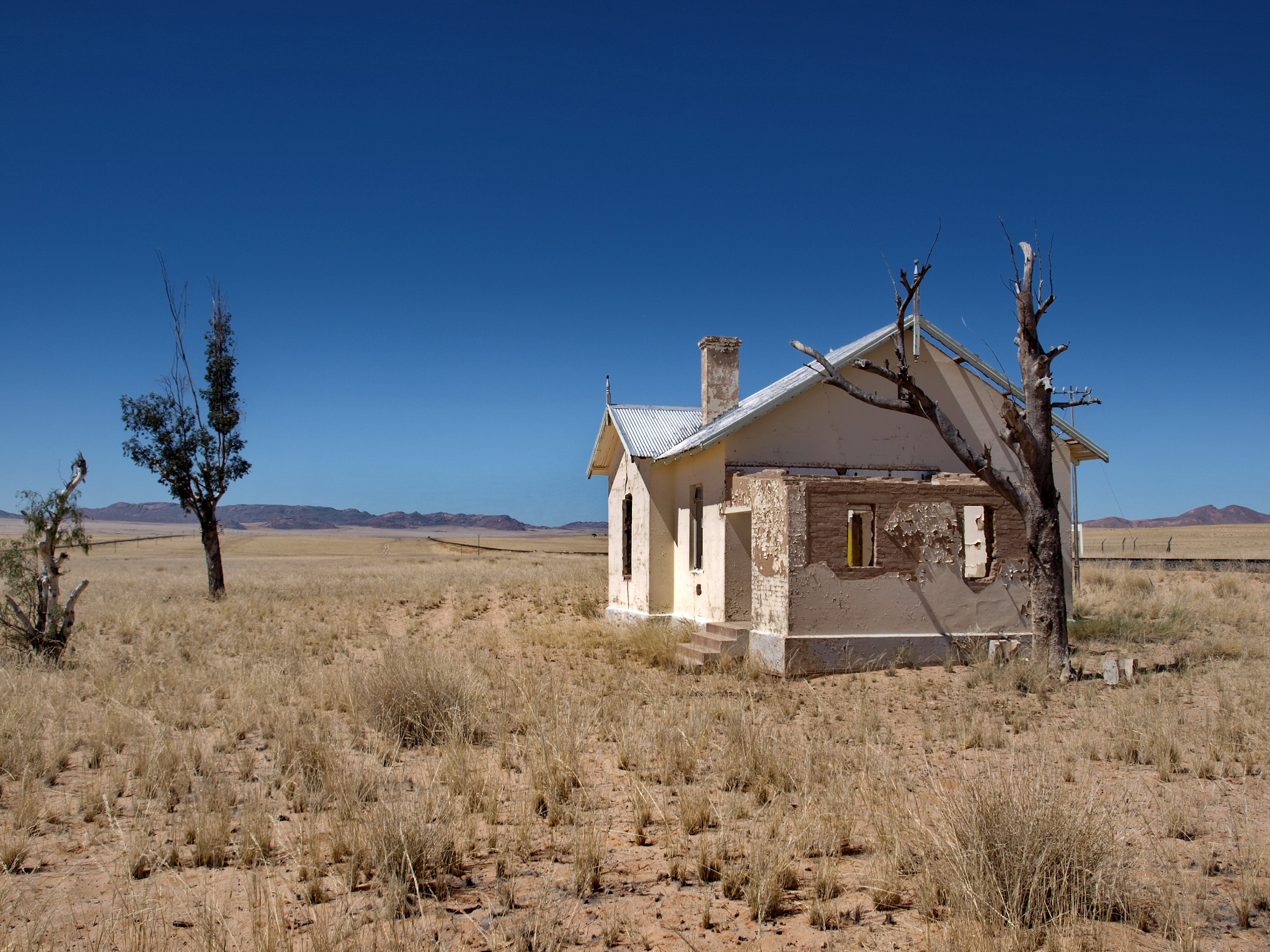
BWH Garub, Namibia